# Coke La Rock
Coke La Rock, né le 24 avril 1955, est un rappeur américain. Il est considéré comme le premier véritable MC du hip-hop américain,,,.

## Biographie
Établi en 1967 à l'âge de 12 ans dans le Bronx, Coke La Rock fut actif dès 1975. Il officiait au micro dans les soirées du jamaïcain Kool Herc. Kool Herc était propriétaire d'un sound system ; trop occupé à sélectionner et manipuler les disques, il céda le micro à Coke La Rock. Selon le vocabulaire jamaïcain, Herc était le « sélecteur » et Coke La Rock le DJ. Mais avant cela, dès 1973, pendant deux années, seul aux platines, Herc est lui aussi au micro.